# Abbás
Az Abbás mély hangrendű, latin eredetű férfinév, jelentése: apa, apát. Becenevek: Abbi, Bása, Bási.

## Gyakorisága
Az újszülötteknek adott nevek körében az 1990-es években szórványosan fordult elő. A 2000-es és 2010-es években sem szerepelt a 100 leggyakrabban adott férfinév között.
A teljes népességre vonatkozóan a 2000-es és a 2010-es években az Abbás nem szerepelt a 100 leggyakrabban viselt férfinév között.

## Névnapok
- november 12.[2]

## Híres Abbások
„Abbás” utónevű személyek szócikkeinek listája a Wikidata alapján